# Franz Muncker
Franz Muncker (Bayreuth, 4 dicembre 1855 – Monaco di Baviera, 7 settembre 1926) è stato uno storico della letteratura tedesco.

## Biografia
Dal 1873 studiò tedesco antico e lingue romanze sotto la guida di Konrad Hofmann e lingue moderne con Michael Bernays presso l'Università di Monaco di Baviera, ricevendo il dottorato nel 1878. Nel 1890 fu nominato successore di Bernays a Monaco di Baviera, dove lavorò come professore di storia moderna della letteratura tedesca (1896-1926).

## Opere principali
Dal 1886 al 1924 lavorò in un'edizione di 23 volumi sullo scrittore Gotthold Ephraim Lessing, intitolato Gotthold Ephraim Lessing sämtliche Schriften. Poi fece una biografia relativa a Wagner: Eine Skizze seines Lebens und Wirkens (1891), con il quale fu anche tradotto in inglese e pubblicato come Richard Wagner; a sketch of his life and works.
Altre opere principali di Müncker sono i seguenti:
- Joufrois : Altfranzösisches rittergedicht (con Konrad Hofmann, 1880) .
- Johann Kaspar Lavater. Eine Skizze seines Lebens und Wirkens, 1883.
- Friedrich Gottlieb Klopstock. Geschichte seines Lebens und seiner Schriften, 1888.
- Friedrich Rückert, 1890.[2][3]

Fu anche autore di numerose biografie nel Allgemeine Deutsche Biographie, e scrisse le introduzioni delle seguenti raccolte letterarie:
- H. von Kleists sämtliche werke (4 volumi, 1882–83).
- Klopstocks gesammelte Werke (4 volumi, 1887–90).
- Wielands gesammelte werke (6 volumi, 1888–89).
- Briefwechsel zwischen Schiller und Goethe (4 volumi, 1892).
- Immermanns ausgewählte Werke, (6 volumi, 1893).[2][3]